# Colias aquilonaris
Colias aquilonaris  é uma borboleta da família Pieridae encontrada apenas na Península de Chukotka no Extremo Oriente Russo e ao longo dos vales dos rios Olenyok e Yana (nordeste da Sibéria).

## Biologia
A borboleta voa em julho.

## Taxonomia
Subespécies de Colias viluiensis Menetries, 1859